# Francisco Tomàs i Valiente

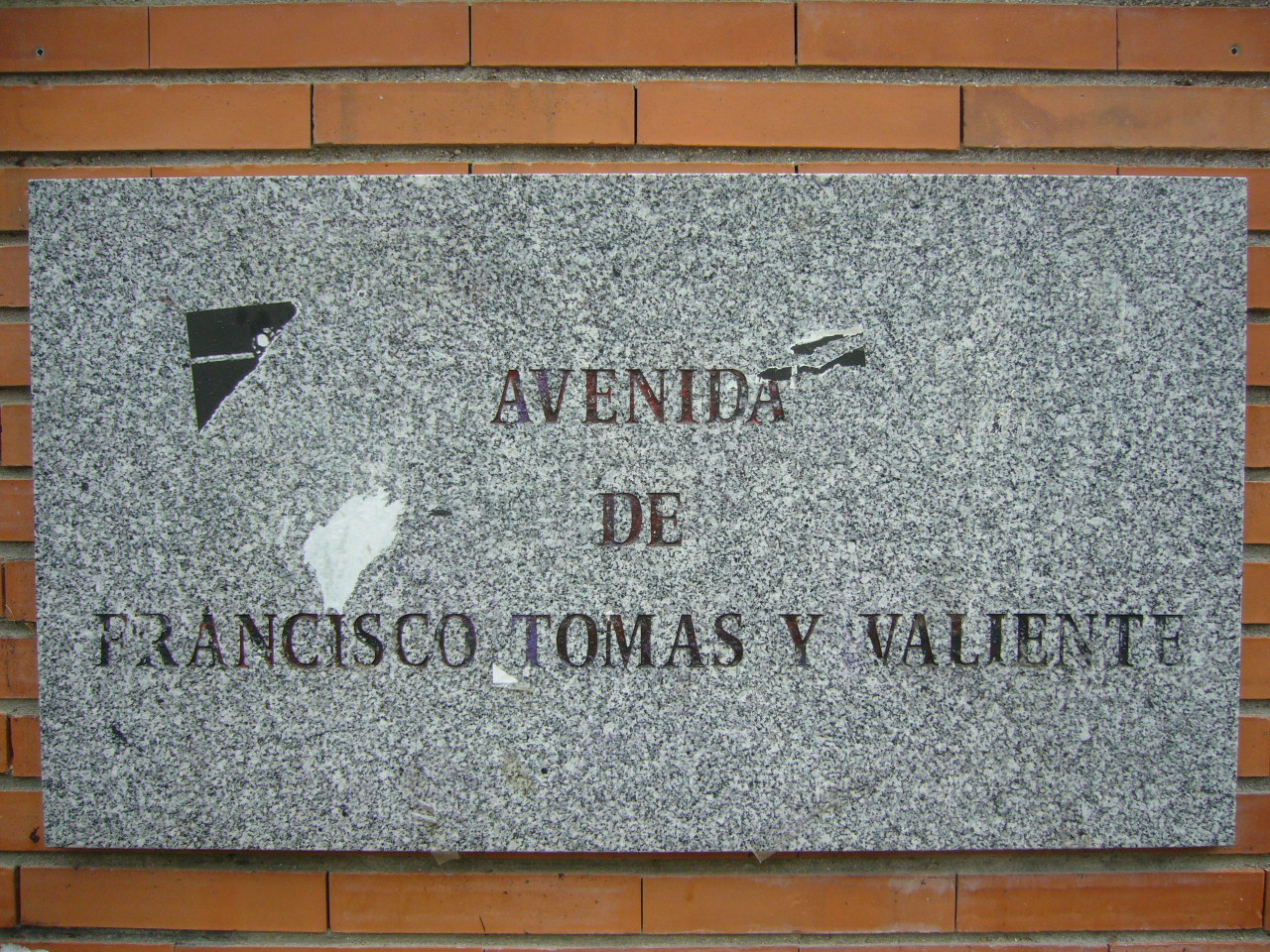
Carrer de Francisco Tomàs i Valiente a la UAM

Francisco Tomàs i Valiente (València, 8 de desembre de 1932 - Madrid, 14 de febrer de 1996) fou un jurista, historiador i escriptor valencià.
Llicenciat en Dret per la Universitat de València el 1955, va tenir una clara vocació docent des dels primers anys. Això el dugué a impartir classes en la mateixa universitat on s'havia llicenciat, i en les de La Laguna (1964), Salamanca (1964-1980) i a l'Autònoma de Madrid (1980-1996).
El 1980 és escollit per les Corts Generals Magistrat del Tribunal Constitucional d'Espanya a proposta del PSOE. El 1983 és novament nomenat per al mateix càrrec, moment en què serà triat com a president el 3 de març de 1986, en substitució de Manuel García-Pelayo, i renovat al càrrec el 1989. Després de la fi del seu mandat es va reincorporar a la Universitat madrilenya en la seua condició de Catedràtic d'Història del Dret. El 1991 és triat membre de la Comissió d'Arbitratge Internacional per a la Conferència de Pau de Iugoslàvia fins que en 1995 és nomenat membre permanent del Consell d'Estat. Va ser membre de la Reial Acadèmia de la Història en 1989 i Doctor Honoris Causa en 1995 per la Universitat de Salamanca.
El 14 de febrer de 1996 va ser assassinat per membres de la banda terrorista ETA al seu despatx de la Universitat Autònoma de Madrid mentre preparava unes classes.
Existeixen nombrosos carrers, col·legis, instituts de secundària, escoles universitàries que han rebut el nom de Tomàs i Valiente. També hi ha alguns monuments en el seu honor, com el que hi ha a l'encreuament de l'Avinguda de l'Orxata d'Alboraia amb València.

## Obra
Com a escriptor, va destacar pels seus profunds coneixements d'història que, units a la seua àmplia formació jurídica, van determinar que escriguera estudis, assajos, articles i llibres de gran varietat. Destaquen, de les seues obres:
- Los validos de la Monarquía española del siglo XVII
- El Derecho penal de la Monarquía absoluta
- El marco político de la desamortización en España
- La venta de oficios en Indias (1492-1606)
- La tortura en España. Estudios históricos
- Gobierno e instituciones en la España del antiguo régimen
- El reparto competencial en la jurisprudencia del Tribunal Constitucional
- Códigos y constituciones (1808-1978)
- A orillas del estado. (Obra pòstuma)